# セクシャル・プレデター
セクシャル・プレデターまたは性的捕食者（せいてきほしょくしゃ）とは、性犯罪を犯すもの。犯そうとたくらんでいるものの事を指す。単純にプレデターともいう。
性的捕食者とは、比喩的に「捕食的」または「虐待的」な方法で他人との性的接触を得る、または得ようとしていると見られる人のことを指す。捕食者が獲物を狩るように、「セクシャル・プレデター」は自分のセックスパートナーを「狩る」と考えられている。レイプや児童性的虐待などの性犯罪を犯した人物に対して、欧米では特にタブロイド紙や政治家のパワーフレーズとして、一般的に「セクシャル・プレデター（性的捕食者）」と呼ばれる。

## 定義と区別

### 定義
この言葉は人の道徳的信念に応じて適用され、必ずしも犯罪行為を表すものではない。例えば、同意の上でのセックスを求めてバーを巡っている人は、人によってはセクシャル・プレデターとみなされる可能性がある。

### 語源と使い方
1920年代にFBI長官のJ・エドガー・フーバーが初めてこの言葉を使用したとされている。1990年代にアンドリュー・ヴァクスとドキュメンタリー番組『48 Hours』によって広められた。1985年と1986年の新聞にはこの言葉は全く見当たらないが、1992年には321回、1994年には865回、1995年には924回登場している。米国のいくつかの州では、性的暴力常習者に指定された犯罪者に対して、公衆への危険性があると判断された場合には、刑期終了後も刑務所に収容することができるという特別な制度がある。また、インターネットで誰もが閲覧できる性犯罪者（sex offender）リストに掲載されることもある
。
BDSMコミュニティでは、「プレデター」という言葉を、性生活様式において経験が浅い「支配と服従」のパートナーを探している人に対する言葉としてよく使う。このようなパートナーは、この文化について自分自身で学んで成長することを促すのではなく、「服従」や「支配」を自分のニーズに合った方法で使用する。また、その中には、特定の個性、年齢層、フェチ、プレイスタイルを求める単なるハンターに過ぎないプレデターも存在し、彼らは自らをプレデターと称してハンター／プレイゲームを楽しむことが多い（このような幅広い分野での使用例としては、ニューヨーク・タイムズ紙に掲載されたキム・フランスのジャニス・ジョプリンのセクシュアリティに関するコメントがある）。

### セックスオフェンダー（性犯罪者）との差別化
性犯罪の逮捕歴があるものをセックスオフェンダーというのに対し、常習的に性的搾取を目的とする接触を求めるものをセクシャル・プレデターと呼ぶ。
「セクシャル・プレデター」という言葉は、「セックスオフェンダー」とは区別して考えられることが多い。例えば、米国の多くの州では、これらのカテゴリーを法的に区別し、「セックスオフェンダー（性犯罪者）」を性犯罪を犯した人と定義している。また、「セクシャル・プレデター」という言葉は、搾取的とみなされる性的状況を常習的に求める人を指すことが多い。しかし、米国のいくつかの州では、同様の行為の履歴があるかどうかにかかわらず、特定の犯罪で有罪判決を受けた人に「セクシャル・プレデター」という言葉を適用している。例えば、イリノイ州では、未成年者に対する性犯罪で有罪判決を受けた者は、その犯罪の性質（暴力的なものと法定のもの、幼い子供と10代の子供）や過去の行動に関係なく、セクシャル・プレデターとみなされる。そのため、この言葉が誤用されている、あるいは使われすぎているため、本来の意味や効果が失われているという批判が出ている。

## マスコミへの露出
- アメリカでNBCの『To Catch a Predator』というおとり捜査の番組によってその名が知られた。

インターネットのチャットを通して未成年者に性行為を目的に近づこうとする者を、仕掛け人を使っておびき寄せ、それをぼかしも無く放送してしまう番組。